# Bridge City (Louisiana)
Bridge City è una comunità priva di personalità giuridica, e quindi indicata solo ai fini statistici di un censimento (un census-designated place o CDP), degli Stati Uniti d'America. È situata nello stato della Louisiana, in particolare nella parrocchia di Jefferson.
È stata fondata negli anni '30 del 1900 durante la costruzione del ponte Huey P. Long sul fiume Mississippi. Da questo fatto deriva il suo nome di "città del ponte". L'abitato si trova sul lato meridionale (che tuttavia è denominato "Riva Occidentale") del fiume. Fa parte dell'area statistica metropolitana di New Orleans-Metairie-Kenner.
La popolazione di Bridge City era di 7.706 abitanti al censimento del 2010.